# Милостовское кладбище
Милостовское кладбище (пол. Cmentarz Miłostowo w Poznaniu) — коммунальное кладбище № 1 в польском городе Познань, крупнейшее по площади и второе по численности захороненных в Познани, расположено в восточной части города между ул. Варшавской и Гнезненской.
Площадь кладбища — 98,69 га. Здесь похоронено более 81 000 человек.

## История
Открыто в 1943 году. На Милостовском кладбище захоронены польские, советские и немецкие военнослужащие, погибшие во время Второй мировой войны, 1008 евреев, убитых во время оккупации, ряд известных жителей города.
Часть надгробий перенесена с ликвидированного во время войны еврейского кладбища на ул. Глоговской, ряд могил с упразднённого после войны городского, располагавшегося в центре Познани, в том числе Евангелического и православного кладбищ. В 1993 году здесь был открыт первый в Польше кладбищенский крематорий. Имеется колумбарий.
После 1945 года здесь было открыто поле захоронения польских солдат и офицеров, в том числе, около 260 индивидуальных захоронений воинов, умерших в результате ранений, полученных в бою, и похороненных в г. Познань рядом с госпиталями.
В 1960—1964 — поле массового захоронения советских солдат и офицеров (4282 чел.). Поле украшено памятником в форме обелиска.
После окончания Второй мировой войны в Познани в братских могилах было похоронено большое количество солдат вермахта. В 1994 году они были эксгумированы и перевезены на официально открытое поле немецких солдат. Здесь установлен большой каменный крест, у подножья которого 8 бронзовых плит с именами воинов, погибших в 1944—1945 году в Познани.
В северной части кладбища установлен памятник жителям города, убитым во время Второй мировой войны. Имеется поле погибших лётчиков.

## Галерея
- Надгробие писателя Р. Брандштеттера
- Могила актрисы К. Фельдман
- Братская могила 59 жителей, погибших во время немецких бомбардировок в сентябре 1939 г.
- Обелиск воинам Советской Армии
- Поле воинов Советской Армии
- Братская могила воинов Войска Польского
- Православный участок кладбища
- Крест на поле солдат вермахта
- Киркут — еврейский участок кладбища